# 打樋川
打樋川（うてびがわ）は、徳島県阿南市を流れる河川。二級水系の本流である。

## 地理
阿南市富岡町に水源があり、紀伊水道に注ぐ。延長7.5km。流域人口は1万3千人。一級河川である那賀川の右岸下流部に位置し、流域の約7割は平地部となっている。
川には14種類の魚類、25種類の鳥類が生息しており、絶滅危機に指定されているメダカやチョウサギも生息している。

## 流域の主な施設
- 津峯山一帯（室戸阿南海岸国定公園）
- 阿南市スポーツ総合センター
- 王子山古墳群
- 剣塚古墳